# Manophylax butleri
Manophylax butleri är en nattsländeart som beskrevs av Schuster 1997. Manophylax butleri ingår i släktet Manophylax och familjen Apataniidae. Inga underarter finns listade i Catalogue of Life.